# Эммануил-колледж (Кембридж)
Эммануил-колледж (англ. Emmanuel College) — один из 31 колледжей Кембриджского университета в Великобритании. Основан в 1584 году.

## История
Колледж был основан в 1584 году сэром Уолтером Майлдмеем, канцлером казначейства при Елизавете I; назван в честь Спаса Эммануила. Здания, которые занял колледж, ранее принадлежали доминиканскому монастырю до роспуска монастырей Генрихом VIII примерно за 45 лет до основания колледжа. Пуританин Майлдмей рассчитывал, что Эммануил-колледж будет готовить протестантских священников.
Как и все старые колледжи Кембриджа, Эммануил на протяжении почти всей своей истории не принимал студентов-женщин. Впервые женщину зачислили в 1979 году.

## Известные выпускники
- Барнс, Джошуа (1654—1712) — английский учёный, филолог-классик, эллинист, историк, писатель, переводчик, педагог.
- Бернал, Джон Десмонд — английский физик и социолог науки, общественный деятель
- Гелл, Уильям — известный в первой половине XIX века археолог, автор описаний и топографических карт Древнего Рима и Помпей.
- Маллесон, Майлс — английский актёр театра, кино и телевидения, сценарист и драматург
- Норриш, Рональд Джордж Рейфорд — английский физико-химик, лауреат Нобелевской премии по химии (1967)
- Портер, Джордж — английский физико-химик, лауреат Нобелевской премии по химии (1967)
- Сахни, Бирбал — индийский палеоботаник, президент Национальной академии наук Индии
- Стивенс, Дэн — английский актёр
- Сэнкрофт, Уильям — 79-й архиепископ Кентерберийский (1677—1690)
- Уодделл, Джастин — британская актриса
- Хаймор, Фредди — английский актёр, лауреат премии Сатурн (2008)
- Хатчинсон, Джордж Эвелин — англо-американский зоолог
- Хилл, Роберт — британский биохимик растений

Эммануил-колледж
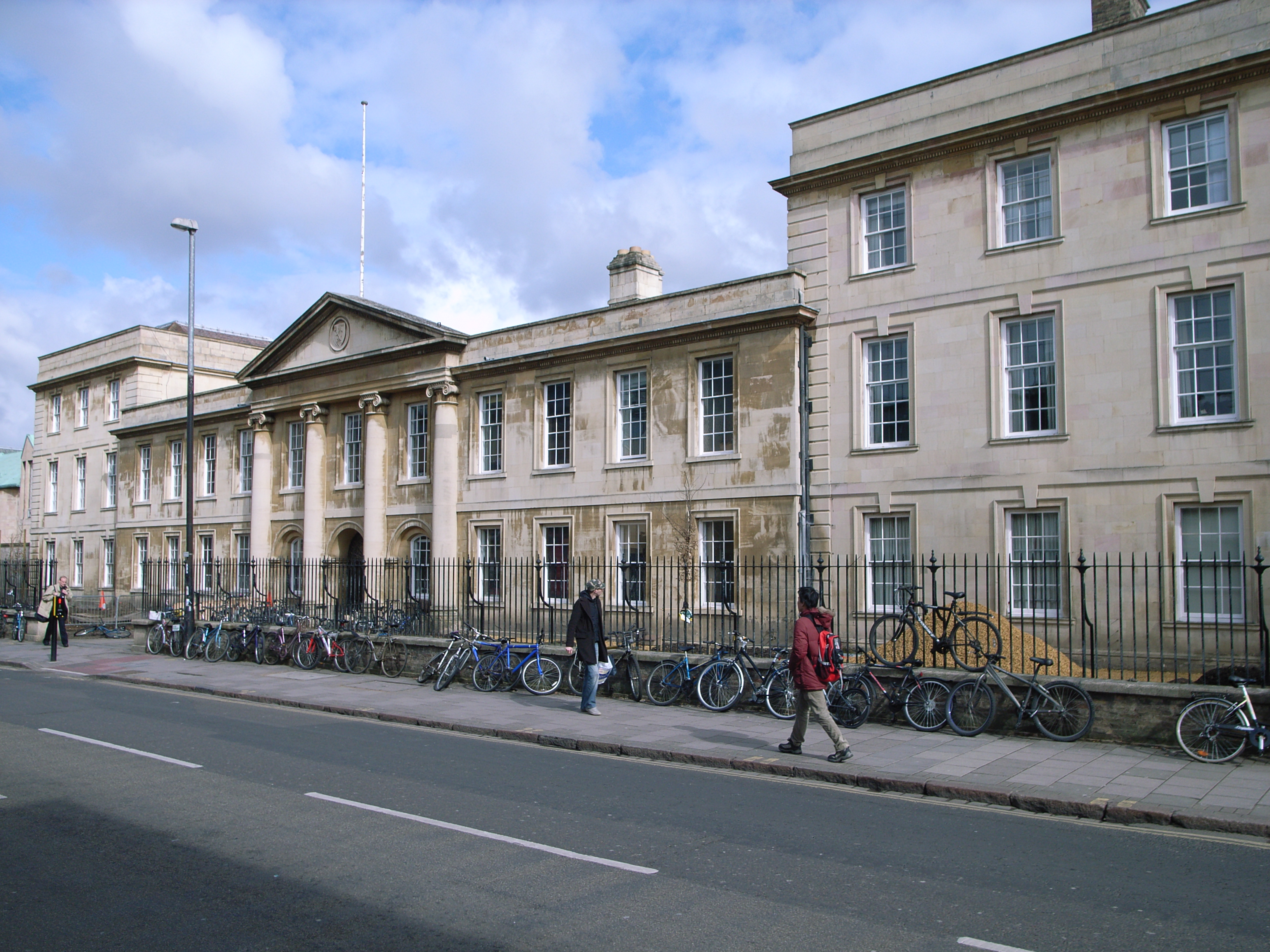
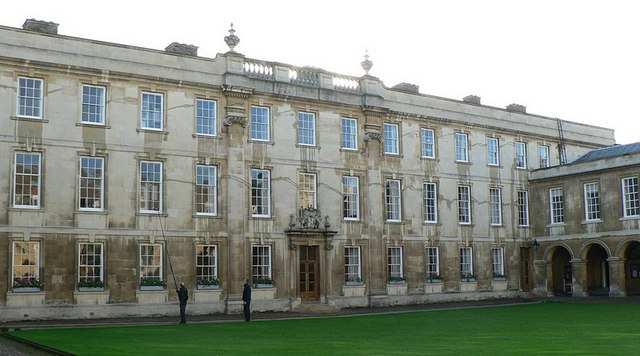
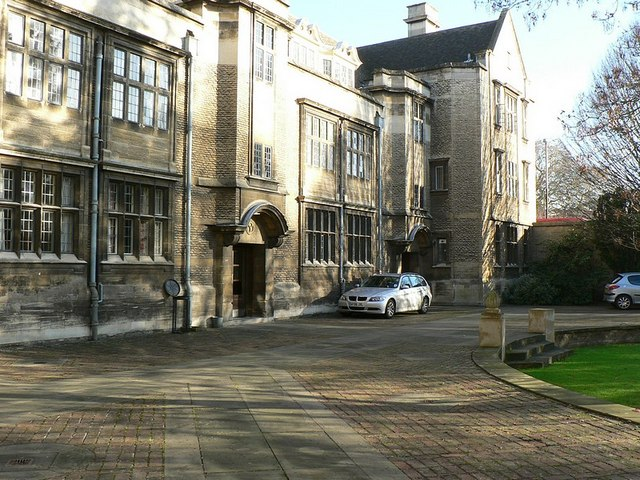
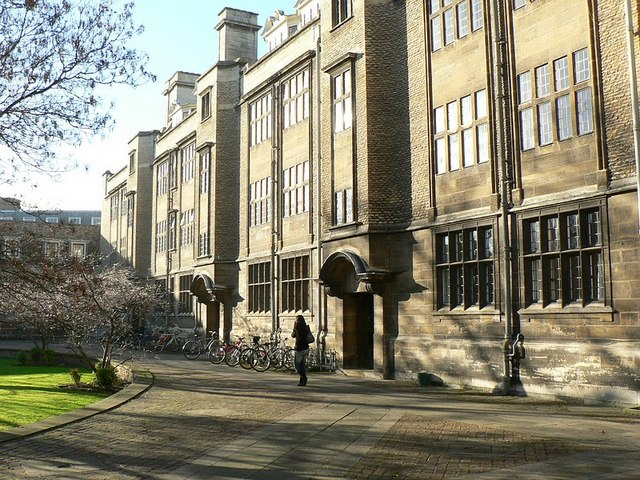
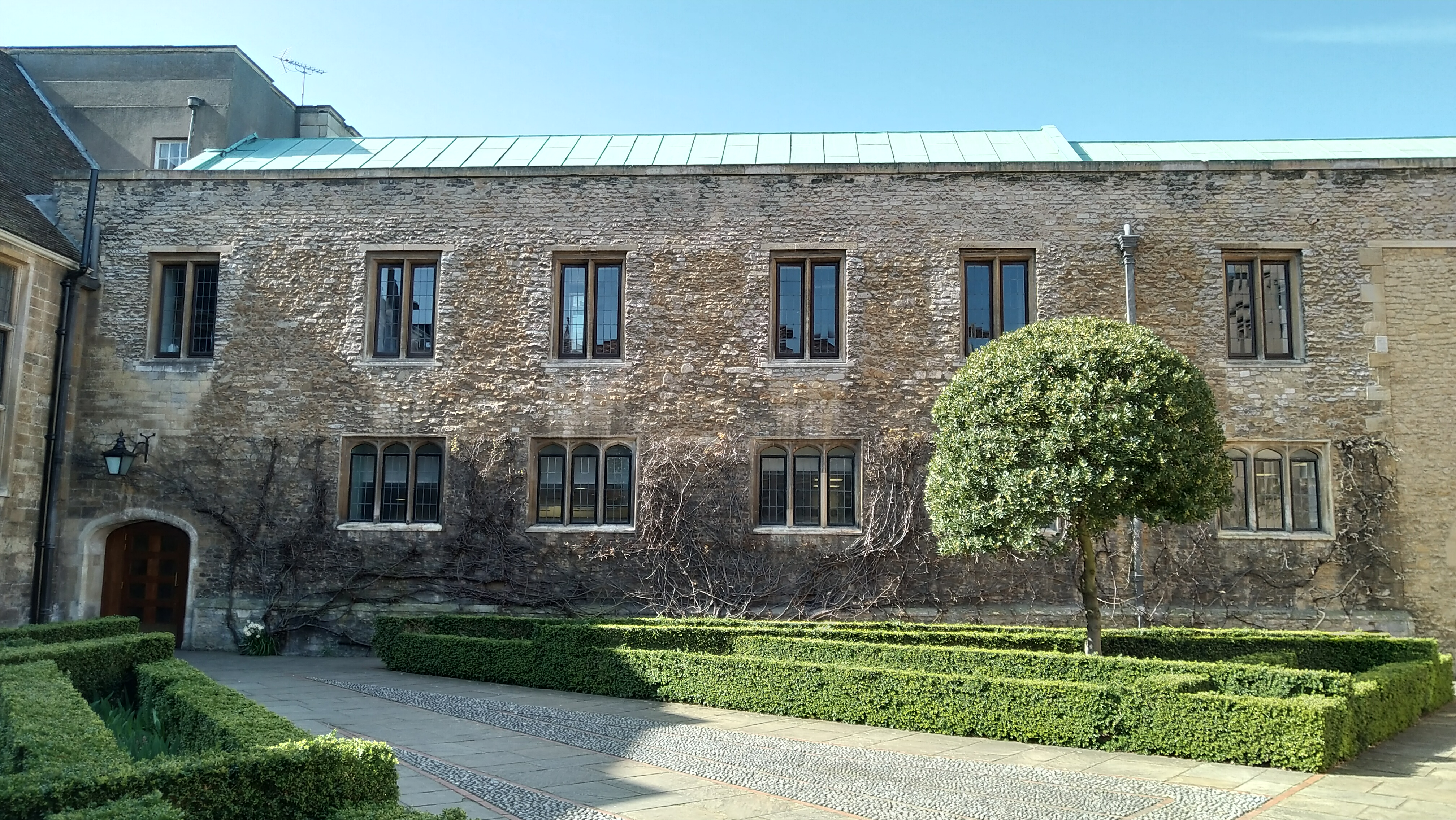
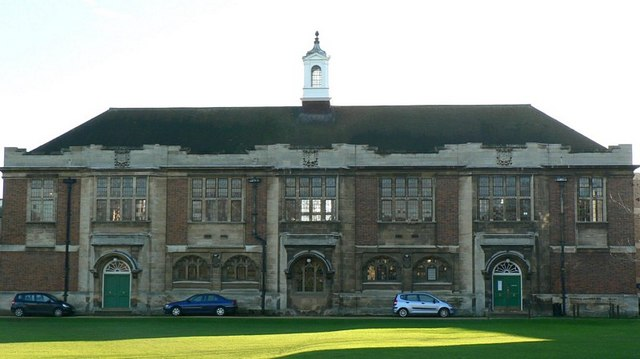
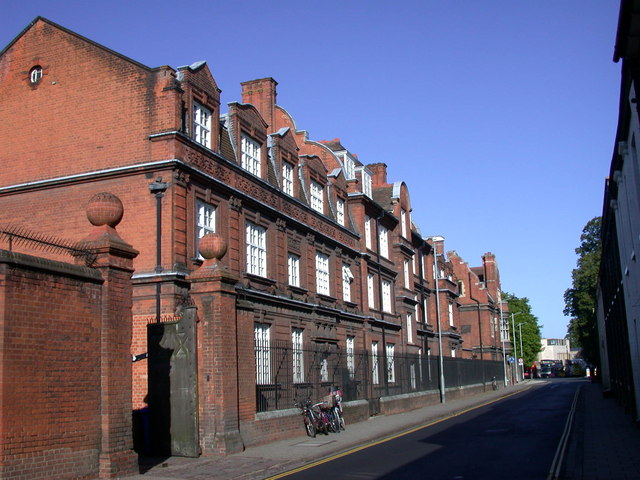
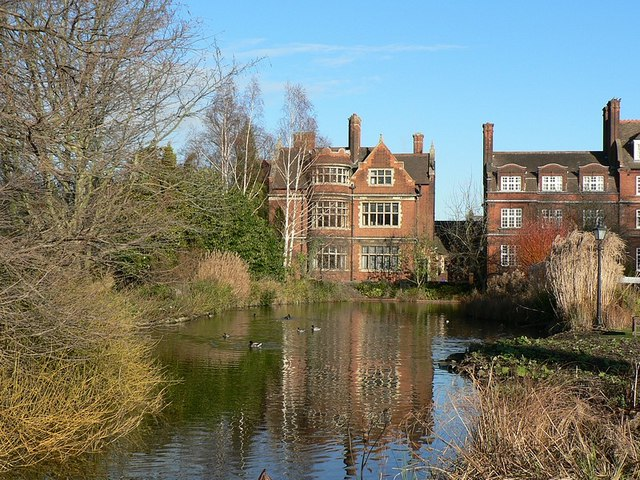
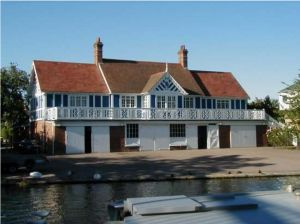
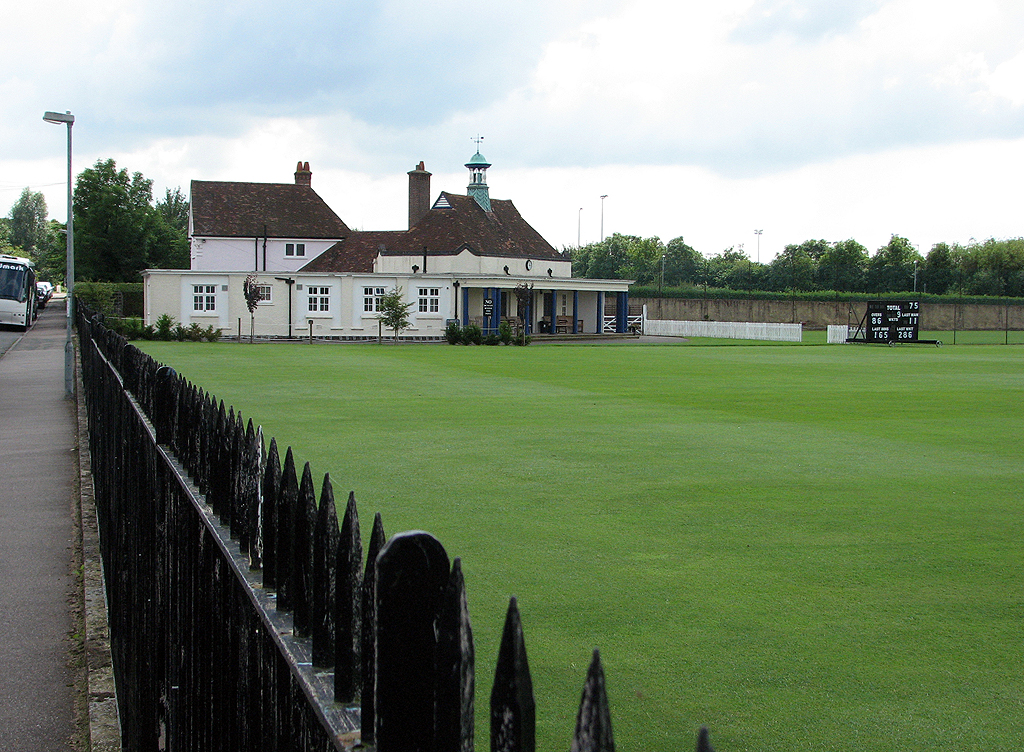